# André Antoine
André Antoine (31. ledna 1858, Limoges, Francie – 23. října 1943, Le Pouliguen, tamtéž) byl francouzský herec, režisér a divadelník, zakladatel průkopnických scén Théâtre Libre a Théâtre Antoine, které prosazovaly nový druh hereckého projevu, tzv. naturalismus, úzce spjatý s jeho literárním protějškem.

## Kariéra
Původně byl úředníkem pařížské plynové společnosti. Théâtre Libre založil v Paříži v roce 1887, aby mohl inscenovat dramatizaci románu Émila Zoly, kterou s ním předtím odmítl nastudovat soubor divadla Archer. Šlo o jedno z prvních "dílenských divadel", kde se uváděly nekomerční a experimentální hry, často odmítnuté v jiných divadlech. Během sedmi let, do roku 1894, Théâtre Libre uvedlo 111 her. Mělo obrovský vliv na francouzskou kulturu i na podobné společnosti jinde v Evropě, jako je Independent Theatre Society v Londýně nebo Freie Bühne v Berlíně. Antoine se postavil proti tradičnímu herectví Pařížské konzervatoře a zaměřil se na naturalističtější styl hraní. Často najímal neškolené herce a neherce, protože věřil, že profesionální herci jeho doby nedokáží realisticky zobrazit skutečné lidi. Antoine zastával naturalistické stanovisko, že lidé jsou produkty svého prostředí a snažil se, aby herci tuto skutečnost pochopili. Diskuse o těchto teoretických otázkách byly běžnou součástí zkoušek. Zahájil též úvahy o zrušení "čtvrté stěny", avšak v tomto ohledu zůstal nakonec spíše věrný tradici a jeho herci tak nikdy nehráli například zády k publiku, jak bylo u avantgardistů obvyklé později.
V roce 1894 byl Antoine nucen divadlo opustit kvůli finančnímu neúspěchu, ale pokračoval ve stejné linii v Théâtre Antoine, až do jeho zániku o deset let později. Později spolupracoval s divadlem Odéon, které opustil těžce zadlužený roku 1914. V letech 1915 až 1922 režíroval několik filmů pro společnost Pierra Decourcella. Některé své naturalistické metody z divadla se pokusil přenést na plátno. Jeho snímky (Korsičtí bratři, Viník, Dělníci moře, Země, Dívka z Arles) byly doceněny až ve druhé polovině 20. století, zejména neorealisty.
V roce 1919 též zahájil svou kariéru divadelního a filmového kritika. Dvacet let vycházely jeho komentáře a recenze v tiskovinách L'Information, Le Journal, Comœdia a Le Monde illustré.